# Elkford
Elkford es un municipio distrital canadiense situado en la provincia de Columbia Británica.

## Superficie
Elkford tiene una superficie de 108,12 km².

## Demografía
En 2021, tenía 2749 habitantes, una densidad poblacional de 25,4 hab./km², y 1602 viviendas.